# Réunionbuulbuul
De réunionbuulbuul (Hypsipetes borbonicus) is een zangvogel uit de familie Pycnonotidae (buulbuuls).

## Verspreiding en leefgebied
Deze soort is endemisch op Réunion, een eiland in Afrika ten oosten van Madagaskar en ten westen van Mauritius.

## Status
De grootte van de populatie is in 2013 geschat op 13.700-50.000 volwassen vogels. Op de Rode lijst van de IUCN heeft deze soort de status gevoelig.